# Marcus Licinius Crassus Frugi (consul en -14)
Marcus Licinius Crassus Frugi est un sénateur de l'Empire romain. Il est consul ordinaire en 14 av. J.-C. avec pour collègue Cnaeus Cornelius Lentulus Augur.

## Biographie
Il est peut-être le fils de Marcus Pupius Piso Frugi, préteur en 44 av. J.-C.. Il est adopté par Marcus Licinius Crassus.
Marcus Licinius Crassus Frugi est consul en 14 av. J.-C. avec comme collègue Cnaeus Cornelius Lentulus Augur.
Il est ensuite légat d'Hispanie Tarraconaise dans les années 13-10 av. J.-C., période de réorganisation de cette province qui suit le second voyage d'Auguste en Hispanie. Une inscription datée de 10 av. J.-C. de la civitas Bocchoritana (actuellement Pollença à Majorque) indique qu'il est le patron de cette cité,. Son séjour à Tarraco est aussi marqué par l'épitaphe de son esclave Faustus
Une autre inscription découverte à Leptis Magna le cite comme proconsul d'Afrique vers -9/-8, augure et patron des flamines d'Auguste de la cité,
D'une femme (possiblement) Cornelia Fausta Silla née en 25 av. J.-C. (arrière petite-fille de Sylla et de Pompée le Grand), il eut un fils Marcus Licinius Crassus Frugi, consul ordinaire en 27, et une fille Licinia marié à Lucius Calpurnius Piso, aussi consul ordinaire en 27.
L'homonymie des Crassi Frugi sur trois générations rend incertaine l'attribution à un Crassus Frugi précis de certaines autres inscriptions. Géza Alföldy attribue au consul de 14 av. J.-C. l'inscription honorifique dédiée par les Damasceni découverte près du Largo Argentina à Rome.